# Narodni parki Indije
Narodni parki v Indiji so zavarovana območja kategorije II IUCN (Mednarodna zveza za varstvo narave). 
Prvi indijski narodni park je bil ustanovljen leta 1936, zdaj znan kot narodni park Jim Corbett, v Utarakhandu. Leta 1970 je imela Indija le pet narodnih parkov. Leta 1972 je Indija sprejela zakon o zaščiti divjih živali in leta 1973 projekt Tiger za zaščito habitatov vrst, ki so odvisne od ohranjanja, in trenutno je v Indiji 106 narodnih parkov. Nadaljnja zvezna zakonodaja, ki krepi zaščito divjih živali, je bila uvedena v 1980-ih.
V Indiji je 106 obstoječih nacionalnih parkov, ki pokrivajo površino 44.378 km², kar je 1,35 % geografskega območja države (National Wildlife Database, december 2020). Poleg zgoraj navedenih je v poročilu o omrežju zaščitenih območij predlaganih 75 drugih narodnih parkov, ki pokrivajo površino 16.608 km². Mreža parkov se bo po popolni uveljavitvi zgornjega poročila povečala za 176.
Narodni park Hemis je največji narodni park s površino 4400 km², medtem ko je narodni park South Button Island najmanjši s površino le 5,19 km².

## Opredelitev
Po navedbah indijskega ministrstva za okolje in gozdove je narodni park območje, ne glede na to, ali je znotraj rezervata ali ne, [ki ga] državna vlada lahko prijavi kot narodni park zaradi njegovih ekoloških, favnističnih, cvetličnih, geomorfoloških ali zooloških zvez ali pomena, ki je potreben za zaščito in širjenje ali razvoj prostoživečih živali v njihovem okolju. Znotraj narodnega parka ni dovoljena nobena človeška dejavnost, razen tistih, ki jih dovoli glavni varuh divjih živali države pod pogoji iz POGLAVJA IV, WPA 1972."

## Pregled

### Seznam držav in ozemelj z narodnimi parki
Vir:
| Država/zvezno ozemelje         | Število narodnih parkov |
| ------------------------------ | ----------------------- |
| Andamanski in Nikobarski otoki | 9                       |
| Andra Pradeš                   | 3                       |
| Arunačal Pradeš                | 2                       |
| Asam                           | 7                       |
| Bihar                          | 1                       |
| Čhatisgarh                     | 3                       |
| Goa                            | 1                       |
| Gudžarat                       | 4                       |
| Harjana                        | 2                       |
| Himačal Pradeš                 | 5                       |
| Džammu in Kašmir               | 3                       |
| Džharkhand                     | 1                       |
| Karnataka                      | 5                       |
| Kerala                         | 6                       |
| Ladak                          | 1                       |
| Madja Pradeš                   | 11                      |
| Maharaštra                     | 6                       |
| Manipur                        | 2                       |
| Meghalaja                      | 2                       |
| Mizoram                        | 2                       |
| Nagaland                       | 1                       |
| Odiša                          | 2                       |
| Radžastan                      | 5                       |
| Sikim                          | 1                       |
| Tamil Nadu                     | 5                       |
| Telangana                      | 3                       |
| Tripura                        | 2                       |
| Utar Pradeš                    | 1                       |
| Utarakhand                     | 6                       |
| Zahodna Bengalija              | 6                       |
| Skupaj                         | '106’                   |

## Andamanski in Nikobarski otoki
| Slika | Ime                                | Lokacija               | Ustanovitev | Pomembne lastnosti                                                                                   | Rastlinstvo in živalstvo                                                   | Reke in jezera v NP    |
| ----- | ---------------------------------- | ---------------------- | ----------- | --- | -------------------------------------------------------------------------- | ---------------------- |
|       | Narodni park Campbell Bay          | Veliki Nikobarski otok | 1992        | Del biosfernega rezervata                                                                            | Javanski makak (Macaca fascicularis) Nikobarska tupaja (Tupaia nicobarica) |                        |
|       | Narodni park Galathea              | Veliki Nikobarski otok | 1992        | Del biosfernega rezervata                                                                            | Kokosov rak Nikobarski golob (Caloenas nicobarica) Megapode                | Reka Galathea          |
|       | Morski narodni park Mahatma Gandhi | otok Wandoor           | 1983        | |                                                                            |                        |
|       | Narodni park Middle Button Island  | Middle Button Island   | 1979        | | jadralni kuščar Varanus bengalensis Sinji kit                              |                        |
|       | Narodni park Mount Harriet         | Mount Manipur          | 1987        | Pomembno območje za ptice, kot ga pripisuje BirdLife International Park je tudi vroča točka metuljev | divja svinja letvičar (Crocodylus porosus) želve Kokosov rak.              |                        |
|       | Narodni park North Button Island   | North Button Island    | 1979        | | Dugong, Delfini                                                            |                        |
|       | Morski narodni park Rani Džhansi   | Ritchiejev arhipelag   | 1996        | |                                                                            |                        |
|       | Narodni park Saddle Peak           | Saddle Peak            | 1987        | |                                                                            | Zbiralnik jezu Kalpong |
|       | Narodni park South Button Island   | South Button Island    | 1987        | Najmanjši narodni park v Indiji                                                                      |                                                                            |                        |

## Andra Pradeš
| Slika | Ime                           | Lokacija                                         | Ustanovitev | Pomembne lastnosti                                                                | Rastlinstvo in živalstvo                                                                                   | Reke in jezera v NP |
| ----- | ----------------------------- | ------------------------------------------------ | ----------- | --------------------------------------------------------------------------------- | --- | ------------------- |
|       | Narodni park Papikonda        | Blizu Radžahmundrija                             | 2008        | Pomembno območje za ptice in biotsko raznovrstnost avtorja BirdLife International | bengalski tiger leopard rjastopikasta mačka (Prionailurus rubiginosus) Kraljeva kobra (Ophiophagus hannah) | Godavari            |
|       | Narodni park Radživ Gandhi    | Blizu Ramesvarama okrožje Kadapa                 | 2005        |                                                                                   | | Pena                |
|       | Narodni park Sri Venkatesvara | Blizu Tirumala Sešačalam Hills in Tirumala Hills | 1989        |                                                                                   | Pycnonotus xantholaemus Belohrbti jastreb (Gyps africanus)                                                 |                     |

## Arunačal Pradeš
| Slika | Ime                   | Lokacija     | Ustanovitev | Pomembne lastnosti                                    | Rastlinstvo in živalstvo | Reke in jezera v NP |
| ----- | --------------------- | ------------ | ----------- | ----------------------------------------------------- | --- | ------------------- |
|       | Narodni park Mouling  | Dolina Siang | 1986        | Tvori zahodni del biosfernega rezervata Dihang-Dibang | takin, goral, leopard Bengalski tiger, mutnjak, serov rdeči panda | Sijom               |
|       | Narodni park Namdapha | Blizu Miaa   | 1983        | del deževnega gozda Mizoram–Manipur–Kačin             | raflezija (Sapria himalayana) leteča veverica (Biswamoyopterus biswasi) rdeči panda, rdeči volk sončni medved (Helarctos malayanus) Indijski volk (Canis lupus pallipes) azijski črni medved (Ursus thibetanus) gaur medvedji makak (Macaca arctoides) asamski makak (Macaca assamensis) rezus (Macaca mulatta) | Noa Dihing          |

## Asam
| Slika | Ime                         | Lokacija                      | Ustanovitev | Pomembne lastnosti | Rastlinstvo in živalstvo | Reke in jezera v NP                             |
| ----- | --------------------------- | ----------------------------- | ----------- | --- | --- | ----------------------------------------------- |
|       | Narodni park Dibru-Saikhova | Blizu Tinsukia                | 1999        | Največji močvirni gozd v severovzhodni Indiji                                                                                                   | pol divji konj, divji vodni bivol gangeški delfin itd | Brahmaputra Lohit Dibru                         |
|       | Narodni park Dehing Patkai  | Blizu Digboi, Margherita      | 2021        | Razglašen za rezervat v okviru projekta Elephant in največji nižinski gozd v Indiji                                                             | belokrila raca (Asarcornis scutulata) počasni lori | Dihing                                          |
|       | Narodni park Raimona        | Blizu Gossaigaon              | 2021        | Del Vzhodne Himalaje | Zlati langur (Trachypithecus geei) | Sankoš                                          |
|       | Narodni park Kaziranga      | Blizu Kaliabora               | 1974        | Vpisan na Unescov seznam svetovne dediščine leta 1985:največja populacija indijskih nosorogov divjih vodnih bivolov vzhodnih močvirskih jelenov | Indijski nosorog, Bengalski tiger divji vodni bivol azijski slon močvirski jelen (Rucervus duvaucelii) | Brahmaputra Mora Dhiplu Dhiplu Mora Dhansiri    |
|       | Narodni park Manas          | Blizu ceste Barpeta           | 1990        | Unescov seznam svetovne dediščine leta 1985 v bližini narodnega parka Royal Manas v Butanu; Tudi biosferni rezervat rezervat za slone           | Indijski slon, divji vodni bivol kapičasti langur (Trachypithecus pileatus) redke vrste, kot so asamska želva (Pangshura sylhetensis) asamski zajec (Caprolagus hispidus) zlati langur mali prašiček (Porcula salvania) | Manas, Beki                                     |
|       | Narodni park Nameri         | Blizu Bhalukponga             | 1998        | | orhideja Dendrobium, Bengalski tiger dimasti leopard azijska pravljično modra ptica (Irena puella) | Kameng pritoki Nameri Dinai Diji itd            |
|       | Narodni park Orang          | Severni breg reke Brahmaputra | 1999        | | Veliki indijski nosorog, mali prašič azijski slon divji vodni bivol, bengalski tiger prašičji jelen gangeški delfin, indijski pasavec                                                                                   | Reka Dhanshiri teče vzdolž zahodnega roba parka |

## Bihar
| Slika | Ime                  | Lokacija                   | Ustanovitev | Pomembne lastnosti | Rastlinstvo in živalstvo                                                                  | Reke in jezera v NP                               |
| ----- | -------------------- | -------------------------- | ----------- | ------------------ | ----------------------------------------------------------------------------------------- | ------------------------------------------------- |
|       | Narodni park Valmiki | Blizu Valmiki Nagar Bagaha | 1978        | Dom ljudstva Tharu | Bengalski tiger, Gaur Indijski nosorog azijski črni medved indijski slon indijski leopard | Gandaki Sonha in Pačnad Burhi Gandak, Pandai, itd |

## Čhatisgarh
| Slika | Ime                      | Lokacija                            | Ustanovitev | Pomembne lastnosti                | Rastlinstvo in živalstvo                                               | Reke in jezera v NP |
| ----- | ------------------------ | ----------------------------------- | ----------- | --------------------------------- | ---------------------------------------------------------------------- | ------------------- |
|       | Narodni park Sanjay      | Blizu Sidhi, Manendragarh, Čirimiri | 1981        | Največji narodni park Čhatisgarha |                                                                        |                     |
|       | Narodni park Indravati   | Blizu Dantevada                     | 1982        |                                   | divji azijski bivol rezervat tigra hribovske majne (Gracula religiosa) | Indravati           |
|       | Narodni park Kanger Gati | Blizu Džagdalpurja                  | 1982        |                                   | Indoreonectes evezardi                                                 |                     |

## Goa
| Slika | Ime                 | Lokacija      | Ustanovitev | Pomembne lastnosti                                                                        | Rastlinstvo in živalstvo | Reke in jezera v NP |
| ----- | ------------------- | ------------- | ----------- | ----------------------------------------------------------------------------------------- | ------------------------ | ------------------- |
|       | Narodni park Mollem | Blizu Mollema | 1978        | Znani slapovi Dudhsagar so v notranjosti, tu je tudi tempelj Mahadev, arhitekture Kadamba |                          |                     |

## Gudžarat
| Slika | Ime                                       | Lokacija                                         | Ustanovitev | Pomembne lastnosti | Rastlinstvo in živalstvo | Reke in jezera v NP |
| ----- | ----------------------------------------- | ------------------------------------------------ | ----------- | --- | --- | --- |
|       | Narodni park indijske antilope, Velavadar | Blizu Bhavnagar, Vallabhipur, Dholera, Dhandhuka | 1976        | Travniški ekosistem za ohranitev antilop, male droplje Uspešni ohranitveni programi za antilope, volka in malo dropljo | indijska antilopa, indijski volk, progasta hijena, bengalska lisica, evrazijski šakal, pragozdna mačka in številni drugi mali sesalci | |
|       | Narodni park gozd Gir                     | Blizu Sasangira, Tulsišjama, Talala, Gir Gadhada | 1965        | Edini habitat azijskega leva                                                                                           | Azijski lev, indijski leopard, progasta hijena, evrazijski šakal | Hiran, Machhundri, Raval in Šingoda |
|       | Morski narodni park Kuški zaliv           | Blizu Dvarka, Bet Dvarka, Okha                   | 1982        | Obstaja 42 otokov, park je na koralnih grebenih                                                                        | Korale, spužve, meduze, ogrožene morske želve, kot so orjaška črepaha, zelenkasta želva in orjaška usnjača, dugong, indo-pacifiški grbasti delfini, sinji kit                                                                                                  | |
|       | Narodni park Vansda                       | Blizu mesta Vansda                               | 1979        | | Leopard, lubadar, rezus makak, navadna palmova cibetovka, hanuman langur, mala indijska cibetovka, štiriroga antilopa, divja svinja, indijski ježek, lajajoči jelen, progasta hijena, džungelska mačka, leteča veverica, pangolin in indijska velika veverica. | Obstaja 443 vrst cvetočih rastlin. To so tik, Terminalia arjuna, Butea monosperma, Neolamarckia cadamba, Zanthoxylum armatum, bambus, itd. Obstaja vrsta pisanih orhidej pri reki Ambiki |

## Harjana
| Slika | Ime                    | Lokacija                      | Ustanovitev | Pomembne lastnosti                      | Rastlinstvo in živalstvo | Reke in jezera v NP |
| ----- | ---------------------- | ----------------------------- | ----------- | --------------------------------------- | ------------------------ | ------------------- |
|       | Narodni park Kalesar   | Blizu Bilaspura, Paonta Sahib | 2003        | Leži v hribovju Sivalik                 |                          | Jamuna              |
|       | Narodni park Sultanpur | Blizu Gurugrama               | 1991        | Leta 2021 razglašeno Ramsarsko mokrišče |                          |                     |

## Himačal Pradeš
| Slika | Ime                            | Lokacija           | Ustanovitev | Pomembne lastnosti                                                                                         | Rastlinstvo in živalstvo                                                                              | Reke in jezera v NP                       |
| ----- | ------------------------------ | ------------------ | ----------- | --- | --- | ----------------------------------------- |
|       | Veliki himalajski narodni park | Blizu Kulluja      | 1984        | Leta 2014 vpisan za Unescov seznam svetovne dediščine priljubljena pohodniška in ekoturistična destinacija | Modra ovca (Pseudois nayaur), snežni leopard, himalajski rjavi medved, himalajski tahr, mošusni jelen | Saindž, Parvati, Beas, Tirthan, Džiwa Nal |
|       | Narodni park Inderkilla        | Blizu Manalija     | 2010        | | | Beas                                      |
|       | Narodni park Khirganga         | Blizu Kasola       | 2010        | Priljubljena destinacija za pohodništvo, kanjoning                                                         | | Parvati                                   |
|       | Narodni park dolina Pin        | Blizu Karzej       | 1987        | Območje hladne puščave                                                                                     | Himalajska cedra (Cedrus deodara), Himalajska kokoš (Tetraogallus himalayensis), planinski vran       | Pin                                       |
|       | Narodni park Simbalbara        | Blizu Paonta Sahib | 2010        | | Goral, zambar (Rusa unicolor), čital                                                                  |                                           |

## Džammu in Kašmir
| Slika | Ime                    | Lokacija         | Ustanovitev | Pomembne lastnosti                             | Rastlinstvo in živalstvo                                                                                     | Reke in jezera v NP |
| ----- | ---------------------- | ---------------- | ----------- | ---------------------------------------------- | --- | ------------------- |
|       | Narodni park Dachigam  | Blizu Srinagarja | 1981        | Edino območje, kjer najdemo kašmirskega jelena | Kašmirski jelen, thar, snežni leopard, mošusni jelen, himalajski črni medved, himalajski rjavi medved, vidra | Zbiralnik Sarband   |
|       | Narodni park Kištvar   | Blizu Kištvarja  | 1981        |                                                | Himalajska kokoš, rjavi medved                                                                               | Marusudar, Čenab    |
|       | Narodni park Kazinag   | Blizu Baramulla  | 1992        | Je na nadzorni liniji                          | vijeroga koza, mošusni jelen, planinski orel, snežni golob (Columba leuconota)                               | Džhelum             |
|       | Narodni park Salim Ali | Blizu Srinagarja | 1986        | Spremenjeno v golf igrišče Royal Springs       | Kašmirski jelen, rjavi medved, indijska rajska muharica (Terpsiphone paradisi)                               | jezero Dal          |

## Džharkhand
| Slika | Ime                | Lokacija            | Ustanovitev | Pomembne lastnosti | Rastlinstvo in živalstvo                            | Reke in jezera v NP |
| ----- | ------------------ | ------------------- | ----------- | ------------------ | --------------------------------------------------- | ------------------- |
|       | Narodni park Betla | Blizu Medininagarja |             |                    | Tiger, Indijski bizon, slon, hijena, opice, leopard | North Koel          |

## Karnataka
| Ime                       | Pomembne lastnosti | Živalstvo | Reke in jezera v NP                      |
| ------------------------- | --- | --- | ---------------------------------------- |
| Narodni park Anši         | Del rezervata tigrov Kali | Veliki kljunorožec, tiger, leopard, črni panter, medved, slon | Kali                                     |
| Narodni park Bandipur     | Prevladuje suhi listopadni gozd, vlažne listnate gozdove in grmišča. Je del biosfernega rezervata Nilgiri Invazivne tujerodne vrste - Lantana bush, Parthenium | čital, bengalski tiger, sivi langur, indijska velika veverica, gaur, leopard, zambar, indijski slon, sršenar, rdečeglavi jastreb | Kabini, Mojar                            |
| Narodni park Bannerghatta | Park je del živalskega koridorja za slone, ki povezuje BR Hills in gozd Sathyamangalam. Vlažne doline listnatih gozdov in grmišča na višjih predelih           | Tiger, šobar, pav, slon, zambar, mišji jelen |                                          |
| Narodni park Kudremukh    | | | Tunga in Bhadra prosto tečeta skozi park |
| Narodni park Nagarhole    | Zbiralnik Kabini ločuje Nagarhole od narodnega parka Bandipur                                                                                                  | Bengalski tiger, indijski leopard, rdeči volk, šobar in progasta hijena čital, zambar, mutnjak, štiriroga antilopa , gaur, divja svinja in indijski slon sivi langur, džungelska mačka, leopardja mačka, vitki lori, mala indijska cibetovka in azijska palma cibetovka, indijski rjavi mungo in črtastovrati mungos, evropska vidra, indijska orjaška leteča veverica, indijska orjaška veverica, ježevec, evrazijski šakal, zajec in indijski pasavec |                                          |

## Kerala
| Ime                           | Pomembne lastnosti | Živalstvo | Reke in jezera v NP |
| ----------------------------- | --- | --- | ------------------- |
| Narodni park Anamudi Šola     | Park upravlja Munnar Wildlife Division, skupaj z bližnjimi narodnimi parki Mathikettan Šola, narodnimi parki Eravikulam, narodnimi parki Pampadum Šola, rezervatom divjih živali Činnar in zavetiščem Kurindžimala, pri čemer Anamudi Šola zagotavlja povezavo med vsemi temi zavarovanimi območji.                          | indijski slon, bengalski tiger, tahr, gaur, čital, zambar, orjaška veverica, hanuman langur, šobar, leteča veverica                                                         | Pambar              |
| Narodni park Eravikulam       | Dežela »Neelakurinji«, rože, ki cveti enkrat na dvanajst let. Anamudi, najvišji vrh Zahodnih Gatov je tukaj. Vegetacija – valovita travišča, z gozdovi šola ( zaplate zakrnelega tropskega montanskega gozda) v zgornjih delih                                                                                               | Nilgiri tahr, Strobilanthes kunthiana levjerepi makaki (ali bradač), gaur, indijski muntjak in zambar                                                                       | Pambar              |
| Narodni park Mathikettan Šola | Park leži med drugimi gozdnimi rezervati, kot sta narodni park Eravikulam in narodni park Pampadam Šola | sloni |                     |
| Narodni park Pambadum Šola    | Je del oddelka za divje živali Munar, skupaj z bližnjim narodnim parkom Mathikettan Šola, narodnim parkom Eravikulam, narodnim parkom Anamudi Šola, rezervatom divjih živali Činnar in zavetiščem Kurindžimala Je del hribovja Palani Temeljna vrsta - kuna Nilgiri                                                          | kuna Nilgiri, Nilgiri gozdni golob, Nilgiri langur, Nilgiri muhar, puščavec (Monticola solitarius)                                                                          |                     |
| Narodni park Perijar          | Rezervat za slone in rezervate za tigre Leži visoko v hribih Cardamom Hills in Pandalam Hills v jugozahodnih Gatih Zavetišče obdaja jezero Perijar, zbiralnik, ki je nastal, ko je bil leta 1895 postavljen jez Mullaperijar. Park sestavljajo tropski zimzeleni in vlažni listnati gozdovi, travniki in sestoji evkaliptusa | Malabarski papagaj, malabarski sivi kljunorožec, nilgirski drozg, nilgirski kratkokrilec, dvorožec, malabarski pegi kljunorožec, levjerepi makak, mali dlakavokrili netopir | Perijar, Pambar     |
| Narodni park Silent Valley    | Leži v biosfernem rezervatu Nilgiri Dom največje populacije levjerepih makakov, Znan po gibanju Rešimo tiho dolino | Indijski bizon, leteča veverica, netopir Latidens salimalii, mungo Urva vitticolla, malabarski papagaj, Leptocoma minima                                                    | Kunthipuža          |

## Ladak
| Ime                | Pomembne lastnosti | Živalstvo                                                 | Reke in jezera v NP |
| ------------------ | --- | --------------------------------------------------------- | ------------------- |
| Narodni park Hemis | Največji narodni park v Indiji s 4400 km² na nadmorski višini med 3000 – 6000 m, ustanovljen leta 1981. Svetovno znan po snežnih leopardih, domneva se, da ima največjo gostoto leopardov na katerem koli zavarovanem območju na svetu.\| | himalajski volk, rjavi medved, lisica, planinski orel,... |                     |

## Madja Pradeš
| Ime                          | Pomembne lastnosti                                                                                | Živalstvo                                                                    | Reke in jezera v NP |
| ---------------------------- | ------------------------------------------------------------------------------------------------- | ---------------------------------------------------------------------------- | ------------------- |
| Narodni park Bandhavgarh     | Zelo velika gostota tigrov, tako pravi pregovor Gaurs, ponovno priseljen iz narodnega parka Kanha | bengalski tiger, progasta hijena, karakal, gaur, zambar, nilgav, čital, ...  |                     |
| Narodni park fosilov Ghughua |                                                                                                   |                                                                              |                     |
| Narodni park fosilov         |                                                                                                   |                                                                              |                     |
| Narodni park Kanha           |                                                                                                   | močvirski jelen                                                              |                     |
| Narodni park Kuno            |                                                                                                   | Projekt ponovne naselitve azijskih levov, prvo zavetišče za geparde v Indiji | Kuno                |
| Narodni park Madhav          |                                                                                                   |                                                                              |                     |
| Narodni park Pana            |                                                                                                   |                                                                              |                     |
| Narodni park Penč            |                                                                                                   | Knjiga o džungli Rudyarda Kiplinga je bila postavljena v ta NP.              |                     |
| Narodni park Sandžaj         |                                                                                                   |                                                                              |                     |
| Narodni park Satpura         |                                                                                                   |                                                                              | -                   |
| Narodni park Van Vihar       |                                                                                                   |                                                                              |                     |

## Maharaštra
| Ime                              | Pomembne lastnosti | Živalstvo | Reke in jezera v NP |
| -------------------------------- | ------------------ | --- | ------------------- |
| Narodni park Chandoli            | 2004               | |                     |
| Narodni park Gugamal             |                    | |                     |
| Narodni park Navegaon            |                    | |                     |
| Narodni park Sandžaj Gandhi      |                    | Indijski leopard, rezus, zlati makak, čital, Hanuman langur, indijska leteča lisica, zajec, mutnjak, ježevec, cibetovka |                     |
| Rezervat za tigre Tadoba Andhari |                    | |                     |

## Manipur
| Ime                        | Pomembne lastnosti                                                                                 | Živalstvo                                        | Reke in jezera v NP          |
| -------------------------- | -------------------------------------------------------------------------------------------------- | ------------------------------------------------ | ---------------------------- |
| Narodni park Keibul Lamjao | Edini plavajoči nacionalni park na svetu                                                           | Sangajski jelen, divji prašič, mošusna rovka itd | jezero Loktak                |
| Narodni park Širui         | Znan po Širui Lili; Tropski gozdovi povsod, razen na vrhovih hribov, kjer so gozdovi zmernega pasu | fazan Tragopan, tiger in leopard                 | Tukaj izvirajo številne reke |

## Meghalaja
| Ime                     | Pomembne lastnosti                                       | Živalstvo                                                                                | Reke in jezera v NP |
| ----------------------- | -------------------------------------------------------- | ---------------------------------------------------------------------------------------- | ------------------- |
| Narodni park Balphakram | Balfakram po mitu o Garosu pomeni 'dežela večnega vetra' | divji vodni bivol, rdeči panda, slon in osem vrst mačk, vključno tiger in marmorna mačka |                     |
| Narodni park Nokrek     |                                                          | UNESCOv biosferni rezervat                                                               |                     |

## Mizoram & Nagaland
| Ime                    | Pomembne lastnosti | Živalstvo | Reke in jezera v NP |
| ---------------------- | ------------------ | --------- | ------------------- |
| Narodni park Murlen    |                    |           |                     |
| Narodni park Phavngpui |                    |           | Čhimtuipui          |

### Nagaland
| Ime                  | Pomembne lastnosti | Živalstvo | Reke in jezera v NP |
| -------------------- | ------------------ | --------- | ------------------- |
| Narodni park Intanki |                    |           |                     |

## Odiša
| Ime                       | Pomembne lastnosti | Živalstvo                                                                                                 | Reke in jezera v NP                   |
| ------------------------- | ------------------ | --- | ------------------------------------- |
| Narodni park Bhitarkanika | Ramsarsko območje  | Mangrove, letvičar,beli krokodil, Python molurus, črni ibis, divja svinja, rezus, zelenkasta želva, čital | Brahmani, Baitarani, Dhamra, Pathsala |
| Narodni park Simlipal     |                    | Tiger, leopard, azijski slon, zambar, gaur, divja svinja,...                                              |                                       |

## Radžastan
| Ime                          | Pomembne lastnosti                      | Živalstvo         | Reke in jezera v NP |
| ---------------------------- | --------------------------------------- | ----------------- | ------------------- |
| Narodni park puščave         |                                         |                   |                     |
| Narodni park Keoladeo        | UNESCOva svetovna dediščina             |                   |                     |
| Narodni park Mukundara Hills | Zavetišče Čambal je del narodnega parka |                   |                     |
| Narodni park Ranthambore     |                                         | rezervat za tigre |                     |
| Rezervat za tigre Sariska    |                                         |                   |                     |

## Sikim
| Ime                        | Pomembne lastnosti | Živalstvo | Reke in jezera v NP   |
| -------------------------- | --- | --- | --------------------- |
| Narodni park Kangčendzenga | Unescov seznam svetovne dediščine. Tretji najvišji vrh na planetu, Kangčendzenga. Znotraj parka je ledenik Zemu, eden največjih v Aziji. | mošusni jelen, snežni leopard, himalajski tahr, rdeči volk, šobar, cibetovke, himalajski črni medved, rdeči panda, tibetanski divji osel, himalajska modra ovca, serov, goral in takin | Teesta (proti vzhodu) |

## Tamil Nadu
| Ime                                                | Pomembne lastnosti | Živalstvo | Reke in jezera v NP                                           |
| -------------------------------------------------- | --- | --- | ------------------------------------------------------------- |
| Zavetišče za tigre Indira Gandhi in narodni park]] | | Tigri, leopardi, sloni, divje svinje, jeleni, rdeči volk | http://relivearth.com/endangered-species/kashmir-stag-hangul/ |
| Narodni park Guindi                                | | Ima več kot 2000 čitalov, 493 indijskih antilop in 84 šakalov. |                                                               |
| Morski narodni park zaliv Manar                    | | ima 8 vrst kitov in 21 majhnih koralnih otokov |                                                               |
| Narodni park Mudumalai                             | Del biosfernega rezervata Nilgiri. Drugi najstarejši narodni park v Indiji. Največji narodni park v Tamil Nadu. | Bengalski tiger, indijski leopard, rdeči volk, evrazijski šakal, šobar, indijski slon, sivi langur, levjerepi makak, gaur, zambar, čital, muntjak, Moschiola indica, divja svinja Glodalci so indijska orjaška veverica in orjaška leteča veverica | Moyar                                                         |
| Narodni park Mukurthi                              | Del biosfernega rezervata Nilgiri in je tudi Unescov seznam svetovne dediščine. Park je bil ustanovljen za zaščito svoje ključne vrste, Nilgiri tahr značilna so montanska travišča in grmišča, prepredena s šolami | Nilgiri tahr |                                                               |

## Telangana
| Ime                                    | Pomembne lastnosti | Živalstvo | Reke in jezera v NP |
| -------------------------------------- | ------------------ | --------- | ------------------- |
| Narodni park Mahavir Harina Vanasthali |                    |           |                     |
| Narodni park Kasu Brahmananda Reddy    |                    |           |                     |
| Narodni park Mrugavani                 |                    |           |                     |

## Tripura
| Ime                                | Pomembne lastnosti | Živalstvo | Reke in jezera v NP |
| ---------------------------------- | ------------------ | --------- | ------------------- |
| Narodni park Rajbari National Park |                    |           |                     |
| Narodni park dimastega leoparda    |                    |           |                     |

## Utar Pradeš
| Slika | Ime                 | Lokacija                            | Ustanovitev | Pomembne lastnosti | Rastlinstvo in živalstvo         | Reke in jezera v NP |
| ----- | ------------------- | ----------------------------------- | ----------- | --- | -------------------------------- | ------------------- |
|       | Narodni park Dudhva | Blizu Palia Kalan, Gola Gokarannath | 1977        | Park je dom Barasinghe, ki predstavlja polovico svetovnega prebivalstva Tudi zatočišče za tigre v okviru projekta Tiger | močvirski jelen, bengalski tiger | Šarda               |

## Utarakhand
| Ime                            | Pomembne lastnosti | Živalstvo                                                                              | Reke in jezera v NP |
| ------------------------------ | --- | -------------------------------------------------------------------------------------- | ------------------- |
| Narodni park Gangotri          | | ledenik Gaumukh                                                                        | Ganges              |
| Narodni park Govind Pašu Vihar | |                                                                                        |                     |
| Narodni park Jim Corbett       | Prvi narodni park v Indiji (ustanovljen leta 1936 kot narodni park Hailey). Poročilo z naslovom »Stanje soplenilcev in plena tigrov v Indiji«, ki ga je objavilo ministrstvo Unije za okolje, gozdove in podnebne spremembe za obdobje 2018–19, je pokazalo, da ima narodni park 14 tigrov na 100 kvadratnih kilometrov, kar je največ v Indiji. |                                                                                        | Ramganga            |
| Narodni park Nanda Devi        | | Unescov seznam svetovne dediščine, Unescov svetovni rezervat biosfere                  |                     |
| Narodni park Rajaji            | | Znano predvsem po slonih, tigrih, leopardih in več vrstah ptic, plazilcev in sesalcev. | Ganges              |
| Narodni park Dolina cvetov     | | Unescov seznam svetovne dediščine, najlepši narodni park na svetu                      |                     |

## Zahodna Bengalija
| Ime                       | Pomembne lastnosti | Živalstvo | Reke in jezera v NP |
| ------------------------- | --- | --- | ------------------- |
| Rezervat tigrov Buxa      | Severna meja vzdolž mednarodne meje z Butanom in vzhodna meja se dotika Asama Krhki "Ekosistem Tarai" je del rezervata Buxa, služi kot mednarodni koridor za selitev azijskih slonov med Indijo in Butanom. Radžabhatkhava Vulture Breeding Center je ustanovilo Bombay Natural History Society, da posnema uspeh Džataju Conservation Breeding Centre, Pindžore | Indijski leopard, bengalski tiger, dimasti leopard, orjaška veverica, gaur, čital in divja svinja Evrazijski beloglavi sokol, amurski sokol. Ogrožene vrste so leopardja mačka, bengalska droplja, kraljevi piton, kitajski paasavec, Caprolagus hispidus, beloglavi jastreb, vitkokljuni jastreb, kostanjevka, rdečevrati kljunorožec, železastega jastreba in dvorožec |                     |
| Narodni park Gorumara     | | Park je bogat z velikimi rastlinojedimi živalmi, vključno z indijskim nosorogom, gaurom, azijskim slonom, šobarjem, čitalom in zambarjem | Jaldhaka, Naora     |
| Narodni park Džaldapara   | | indijski nosoroh |                     |
| Narodni park Neora Valley | | | rdeči oanda         |
| Narodni park Singalila    | | |                     |
| Narodni park Sundarbans   | | Unescov seznam svetovne dediščine |                     |